# 127mm kanón typu 3. roku
127mm kanón typu 3. roku japonského císařského námořnictva byl lodní kanón vyvinutý ve dvacátých letech 20. století a nasazený za druhé světové války. Měl ráži 127 milimetrů, hlaveň délky 50 ráží (6350 mm) a používal dělený náboj. Hlavní dělostřelecká výzbroj torpédoborců císařského námořnictva od třídy Fubuki až po Júgumo a Šimakaze se zakládala právě na těchto kanónech v jednohlavňovém a dvouhlavňovém uspořádání.
Oficiální označení po přeznačení v roce 1929 bylo 50-kókei 3-nen šiki 12-senči 7 hó (五〇口径三年式一二糎七砲 nebo 五十口径三年式十二糎七砲 ~ 50kaliberní 12,7 cm kanón typu 3. roku).

## Vývoj a nasazení

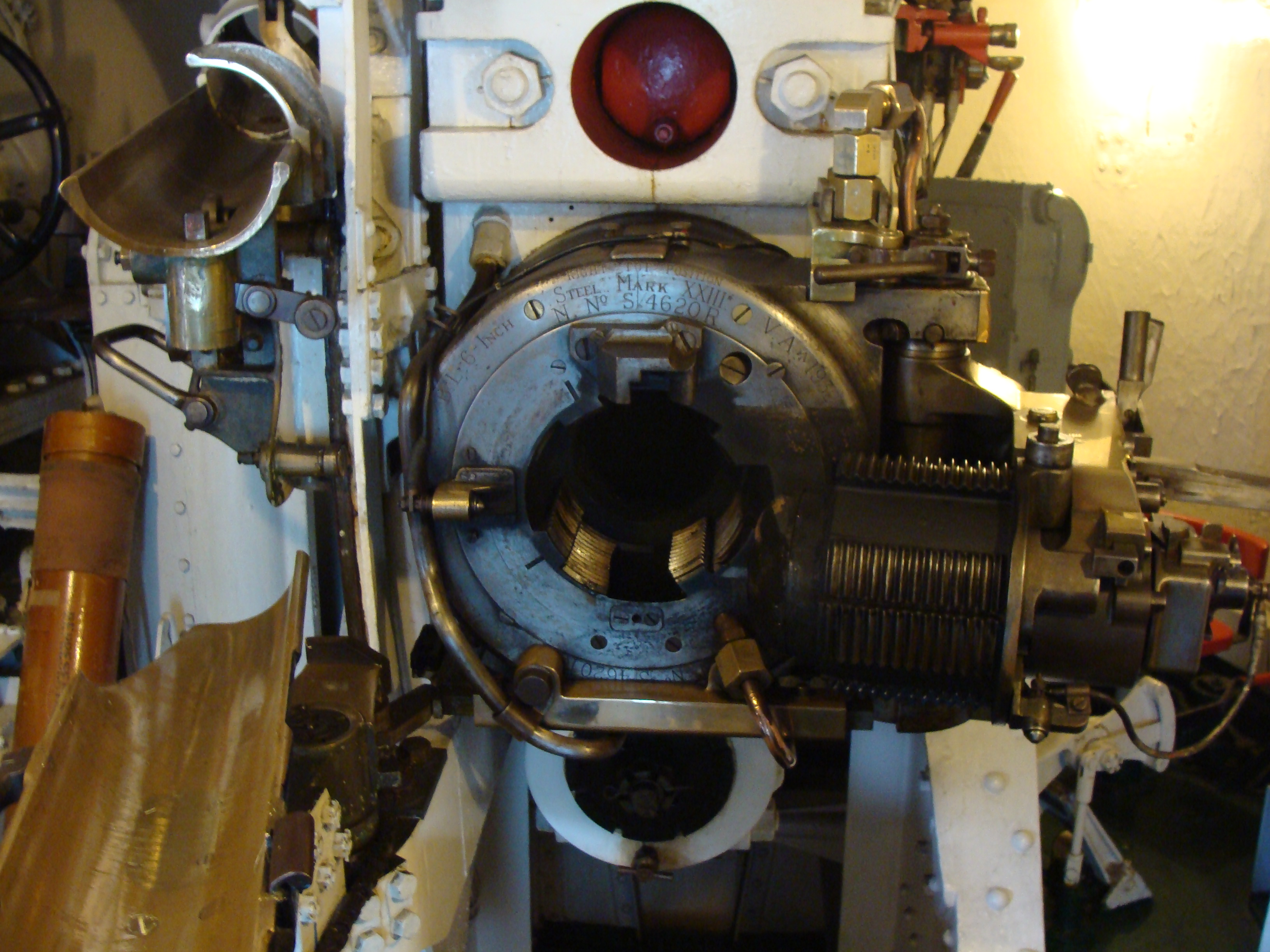
Šroubový závěr typu Welin s dvoustupňovým přerušovaným závitem britského 152,4mm kanónu BL Mk XXIII na HMS Belfast

V roce 1914, ve třetím roce éry Taišó (proto typ 3. roku: 三年式 3-nenšiki), zavedlo císařské námořnictvo nový šroubový závěr typu Welin (tj. s odstupňovaným přerušovaným závitem), který následně využilo několik nových kanónů (např. 200mm kanón typu 3. roku). Dělostřelecký konstruktér Čijokiči Hada pak ve dvacátých letech navrhl další nový kanón v nové ráži, ale se stejným typem závěru a císařské námořnictvo zařadilo kanón do výzbroje v roce 1926 jako 12 cm kanón typu 13. roku. Třináctého listopadu 1929 byl kanón přeznačen na 12,7 cm kanón typu 3. roku.
Byl to první lodní kanón císařského námořnictva v ráži 127 mm. Spolu s lafetací těchto nových kanónů do tří uzavřených dvouhlavňových věží na nových torpédoborcích třídy Fubuki (první jednotka vstoupila do služby 30. června 1928) tak císařské námořnictvo předběhlo všechny ostatní. Nesly je i následující japonské torpédoborce – kromě posledních tříd Akizuki a Macu – a jako takové se dočkaly nasazení během druhé čínsko–japonské války a druhé světové války. Nesly je též torpédovky třídy Čidori, ale pro takto malá plavidla byly 127mm kanóny příliš těžké, což přispělo k převrácení torpédovky Tomozuru v bouři 12. března 1934. Po tomto incidentu byla třída Čidori přezbrojena na starší, ale lehčí, 120mm kanóny typu 3. roku.

## Popis

### Hlaveň
Plášťová hlaveň se skládala ze tří prstenců, které byly u pozdějšího modelu zredukovány na dva. Šroubovací závěr typu Welin se otevíral do boku – v dvouhlavňové lafetaci u levého kanónu doleva a u pravého doprava. Vývrt hlavně měl délku 5351 mm a byl tvořen 36 drážkami 1,52 mm x 6,63 mm. Pole mezi drážkami mělo šířku 4,45 mm. Drážkování bylo konstantní a jeden závit měl hloubku 28 ráží (3556 mm). Životnost hlavně byla přibližně 550 výstřelů.
Nábojová komora měla 16 dm3 a při výstřelu v ní (podle DiGiuliana) vznikal tlak 2840 kg/cm2, respektive 2800 kg/cm2 (podle 0-47(N)-1).
Dělo bylo nabíjeno manuálně při elevaci +5 až +10 °.

### Munice
Kanón používal dělený náboj a postupem času bylo pro něj zavedeno do výzbroje (minimálně) těchto sedm typů granátů:
- Trhavý granát typu 0 (零式通常弾 rei-šiki cúdžódan, doslova „běžný granát typu 0“) s hlavovým nárazovým zapalovačem typu 88 (弾頭着発信管 dantó čakuhacu šinkan) nebo hlavovým mechanickým časovým zapalovačem typu 91 modifikace 1 (機械時限信管 kikai džigen šinkan; roku 1944 zjednodušeným a přeznačeným na typ 4 model 1).[11] Granát byl plněn 1,88 kg šimose nebo (po roce 1931) trinitroanisolu (TNA).[3][12][13] Ostré granáty měly kaštanově hnědé tělo a bílou špičku.[12]
- Trhavý granát typu 1 (一式通常弾 iči-šiki cúdžódan) pro protiletadlovou palbu s hlavovým mechanickým časovým zapalovačem typu 91 modifikace 1 (1944 přeznačeným na typ 4 model 3).[11] Náplň tvořilo 2,2 kg trinitroanisolu (TNA).[3][12][13] Ostré granáty měly kaštanově hnědé tělo a bílou špičku.[12]
- Zápalný granát typu 3[14] (五十口径十二糎七砲三式焼霰弾 50-kókei 12-senči 7 hó 3-šiki šósandan[15], též 3式通常弾 san-šiki cúdžódan[14]) s hlavovým mechanickým časovým zapalovačem typu 91[11][14] pro protiletadlovou palbu. Obsahoval 43 kusů zápalných submunice na bázi hořčíku (složení směsi bylo stejné, jako u 460mm san-šiki dan) o délce 50 mm a průměru 20 mm. Po explozi granátu v předem nastavené vzdálenosti byly zápalné tyčinky rozmetány do okolí a půl sekundy poté začaly hořet, přičemž vytvořily ohnivý kužel (spolu se střepinami granátu) o délce 54 metrů. Byl zaveden do výzbroje v roce 1943.[14] Ostré granáty měly červené tělo a bílou špičku.[12]
- Zápalný granát typu 4[14] s hlavovým mechanickým časovým zapalovačem typu 91 modifikace 1.[11] Náplň tvořil bílý fosfor.[14] Ostré granáty měly červené tělo a bílou špičku.[12]
- „Protiponorkový“ s plochou špičkou z roku 1943. Plochá špička umožňovala granátu pokračovat vpřed ještě nějakou dobu po dopadu do vody a zlepšovala tak pravděpodobnost zasažení cíle pod vodou (resp. pod čarou ponoru).[3][16]
- Osvětlovací granát B1 (照明弾乙 šómeidan ocu) s jednou světlicí o svítivosti 680 000 kandel.[3][17][18] Po iniciaci hlavovým mechanickým časovým zapalovačem typu 91 modifikace 1[11] byla světlice vymetena z těla granátu dozadu a brzděna padáčkem.[17] 1,09 kg náplň světlice tvořila směs hořčíku (53 %), dusičnanu barnatého (42,5 %), včelího vosku (3,5 %) a šťavelanu sodného (1 %).[19] Granáty měly červené tělo a bílou špičku.[12]
- Cvičný časovaný (時限演習弾 džigen enšúdan) s hlavovým mechanickým časovým zapalovačem typu 89.[20] Černé tělo a bílá špička.[12]

Během války probíhal vývoj nového protiletadlového granátu, který měl mít větší dostřel díky delšímu a špičatějšímu tvaru. Před koncem války se podařilo dokončit testy a byla zahájena produkce.
Prachovou nálož tvořil jeden hedvábný vak, který v běžné velikosti obsahoval 7,7 kg prachu. Tím byl nejprve bezkouřový prach typu 13. roku (značený též jako DC ~ německý kordit) a od roku 1931 stabilnější bezkouřový prach typu 90 (F1 nebo F2).

### Lafetace
Na lodích císařského námořnictva se 127mm kanón typu 3. roku používal v celkem šesti různých elektrohydraulicky ovládaných nestabilizovaných lafetacích: čtyřech dvouhlavňových a dvou jednohlavňových:
| #                                           | Typ | Použití                                              | Obsluha | Hmotnost  | Rozsah elevace | Rychlost změny elevace                                                                 |
| ------------------------------------------- | --- | ---------------------------------------------------- | ------- | --------- | -------------- | -------------------------------------------------------------------------------------- |
| Jednohlavňové                               | A   | Hacuharu Čidori                                      | 10 mužů | 18 700 kg | -7 ° až +55 °  | až 24 °/s                                                                              |
| Jednohlavňové                               | B   | Širacuju                                             | 10 mužů | 18 700 kg | -7 ° až +55 °  | až 24 °/s                                                                              |
| Dvouhlavňové                                | A   | Fubuki (I. série)                                    | 16 mužů | 32 500 kg | -5 ° až +40 °  | až 27 °/s Každý kanón v samostatném lůžku, takže mohly měnit elevaci nezávisle na sobě |
| Dvouhlavňové                                | B   | Fubuki (II. a III. série) Hacuharu (B mod. 2) Čidori | 16 mužů | 32 500 kg | -5 ° až +75 °  | až 27 °/s Každý kanón v samostatném lůžku, takže mohly měnit elevaci nezávisle na sobě |
| Dvouhlavňové                                | C   | Ariake Širacuju Asašio Kageró                        | 16 mužů | 32 500 kg | -7 ° až +55 °  | až 27 °/s Každý kanón v samostatném lůžku, takže mohly měnit elevaci nezávisle na sobě |
| Dvouhlavňové                                | D   | Júgumo Šimakaze                                      | 16 mužů | 32 500 kg | -7 ° až +75 °  | až 27 °/s Každý kanón v samostatném lůžku, takže mohly měnit elevaci nezávisle na sobě |
| Není-li řečeno jinak, data podle DiGiuliana |     |                                                      |         |           |                |                                                                                        |

Všechny lafetace byly uzavřené a poskytovaly obsluze ochranu před nepřízní počasí, střepinami a bojovými plyny. První lafetace (dvouhlavňový typ A na Fubuki) měly stěny silné 9 až 12 mm. U modelu B byla z důvodu úspory hmotnosti tloušťka stěn redukována na pouhé 3,2 mm. Takto slabé stěny ale nedokázaly odolat vlnobití a musely být dodatečně zesíleny.
Ve všech lafetacích byly granáty dopravovány k dělu pomocí výtahu poháněného elektromotorem, zatímco prachové nálože byly podávány manuálně. Rychlost otáčení věží byla 4 až 6 °/s.

### Systém řízení palby
Torpédoborce používaly k řízení palby 127mm kanónů typu 3. roku metodu centrálního řízení palby „sleduj zaměřovač“ (cuibi haššin, follow the pointer), která byla většinou založená na zaměřovači (方位盤 hóiban) typu 94. Zaměřovač typu 94 doplňoval zjednodušený dělostřelecký počítač (biodoban) typu 94.
V roce 1942 byl pro 127mm kanóny testován nový systém řízení palby typu 2 (ex typ 94 model 6), který měl být použitelný i k vedení protiletadlové palby, ale stavba nových torpédoborců s těmito zaměřovači se již neuskutečnila.

## Hodnocení
Podle 0-47(N)-1 byly výkony 127mm kanónů typu 3. roku hodnoceny císařským námořnictvem jako excelentní, ale s příliš velkým rozptylem salvy při dopadu. Kvůli pomalému otáčení a malé kadenci bylo použití těchto kanónů pro vedení protiletadlové palby značně problematické. V letech 1943 a 1944 tak došlo na přežívajících torpédoborcích k sejmutí jedné dělové lafetace na zádi a jejímu nahrazení za 25mm kanóny typu 96 (většinou 2xIII). Pouze torpédoborce, které nesly dvouhlavňové lafetace typu D s elevací až 75 ° (čili Júgumo a Šimakaze), si své 127mm kanóny ponechaly.

## Nástupci
Posledními torpédoborci císařského námořnictva, které byly vyzbrojeny 127mm kanóny typu 3. roku, byly třída Júgumo (typ A) a Šimakaze (typ C). Současně s nimi stavěné torpédoborce tříd Akizuki (typ B) a Macu (typ D) ale nesly 100mm kanóny typu 98, respektive 127mm kanóny typu 89, které lépe vyhovovaly požadavkům na vedení protiletadlové palby.